# Segunda fase da Copa Libertadores da América de 2016
A segunda fase da Copa Libertadores da América de 2016, também conhecida como "fase de grupos", foi disputada entre 16 de fevereiro e 21 de abril. O sorteio dos grupos ocorreu em Luque, no Paraguai, em 22 de dezembro de 2015.
O campeão e o vice de cada grupo ao final de seis jogos disputados dentro dos grupos avançaram à fase final, iniciando a partir das oitavas.
As datas e horários dos jogos foi anunciada pela CONMEBOL em 5 de janeiro de 2016.

## Critérios de desempate
De acordo com o regulamento estabelecido para as últimas edições, caso duas ou mais equipes empatassem em números de pontos ao final da segunda fase, os seguintes critérios seriam aplicados:
1. melhor saldo de gols entre as equipes em questão;
2. maior número de gols marcados entre as equipes em questão;
3. maior número de gols marcados como visitante entre as equipes em questão;
4. sorteio.

## Grupos
|  | Equipes classificadas para a fase final |
|  | Equipes eliminadas                      |

Todas as partidas estão no horário local.

### Grupo 1
| Equipe        | Pts | J | V | E | D | GP | GC | SG  |
| ------------- | --- | - | - | - | - | -- | -- | --- |
| River Plate   | 11  | 6 | 3 | 2 | 1 | 17 | 7  | +10 |
| São Paulo     | 9   | 6 | 2 | 3 | 1 | 11 | 5  | +6  |
| The Strongest | 8   | 6 | 2 | 2 | 2 | 6  | 11 | –5  |
| Trujillanos   | 4   | 6 | 1 | 1 | 4 | 7  | 18 | –11 |

| 17 de fevereiro | São Paulo | 0 – 1     | The Strongest | Estádio do Pacaembu, São Paulo                   |
| 19:30 (UTC−2)   |           | Relatório | Alonso 62'    | Público: 26 467 Árbitro: PAR Mario Díaz de Vivar |

| 25 de fevereiro  | Trujillanos | 0 – 4     | River Plate                                     | Estádio José Alberto Pérez, Valera          |
| 20:15 (UTC−4:30) |             | Relatório | Pisculichi 54' · González 62' · Alonso 78', 90' | Público: 20 000 Árbitro: ECU Roddy Zambrano |

| 2 de março    | The Strongest               | 2 – 1     | Trujillanos | Estádio Hernando Siles, La Paz               |
| 16:15 (UTC−4) | Escobar 18' · Cristaldo 32' | Relatório | Cabezas 37' | Público: 25 000 Árbitro: COL Gustavo Murillo |

| 10 de março   | River Plate              | 1 – 1     | São Paulo | Estádio Monumental de Núñez, Buenos Aires   |
| 19:30 (UTC−3) | Thiago Mendes 31' (g.c.) | Relatório | Ganso 16' | Público: 45 000 Árbitro: CHI Julio Bascuñán |

| 16 de março      | Trujillanos | 1 – 1     | São Paulo | Estádio José Alberto Pérez, Valera           |
| 18:00 (UTC−4:30) | Rojas 35'   | Relatório | Ganso 37' | Público: 18 000 Árbitro: COL Wilson Lamoroux |

| 16 de março   | The Strongest | 1 – 1     | River Plate | Estádio Hernando Siles, La Paz              |
| 18:30 (UTC−4) | Chumacero 89' | Relatório | Mora 17'    | Público: 35 000 Árbitro: PAR Julio Quintana |

| 5 de abril    | São Paulo                                                        | 6 – 0     | Trujillanos | Estádio do Morumbi, São Paulo               |
| 21:45 (UTC−3) | Calleri 12', 49' (pen), 79', 86' · Kelvin 18' · João Schmidt 24' | Relatório |             | Público: 18 561 Árbitro: PAR Ulises Mereles |

| 6 de abril    | River Plate                                                                   | 6 – 0     | The Strongest | Estádio Monumental de Núñez, Buenos Aires    |
| 19:30 (UTC−3) | D'Alessandro 13' · Fernández 25', 82' · Mayada 29' · Mammana 41' · Alario 45' | Relatório |               | Público: 34 000 Árbitro: COL Wilson Lamoroux |

| 12 de abril      | Trujillanos                 | 2 – 1     | The Strongest    | Estádio José Alberto Pérez, Valera         |
| 18:00 (UTC−4:30) | Sosa 31' · Cova 90+3' (pen) | Relatório | Pérez 66' (g.c.) | Público: 6 000 Árbitro: CHI Patricio Polic |

| 13 de abril   | São Paulo        | 2 – 1     | River Plate | Estádio do Morumbi, São Paulo             |
| 21:45 (UTC−3) | Calleri 28', 59' | Relatório | Alonso 82'  | Público: 51 342 Árbitro: URU Andrés Cunha |

| 21 de abril   | The Strongest | 1 – 1     | São Paulo   | Estádio Hernando Siles, La Paz             |
| 20:45 (UTC−4) | Cristaldo 28' | Relatório | Calleri 43' | Público: 20 000 Árbitro: CHI Roberto Tobar |

| 21 de abril   | River Plate                                          | 4 – 3     | Trujillanos                                 | Estádio Monumental de Núñez, Buenos Aires    |
| 21:45 (UTC−3) | D'Alessandro 8', 18' (pen) · Mayada 48' · Alario 70' | Relatório | Cova 30' · González 73' · Cabezas 77' (pen) | Público: 40 000 Árbitro: PER Víctor Carrillo |

### Grupo 2
| Equipe          | Pts | J | V | E | D | GP | GC | SG |
| --------------- | --- | - | - | - | - | -- | -- | -- |
| Rosário Central | 11  | 6 | 3 | 2 | 1 | 13 | 8  | +5 |
| Nacional        | 9   | 6 | 2 | 3 | 1 | 6  | 6  | 0  |
| Palmeiras       | 8   | 6 | 2 | 2 | 2 | 12 | 8  | +4 |
| River Plate     | 3   | 6 | 0 | 3 | 3 | 6  | 15 | –9 |

| 16 de fevereiro | River Plate                       | 2 – 2     | Palmeiras                    | Estádio Domingo Burgueño, Maldonado        |
| 20:45 (UTC−3)   | Santos 50' (pen) · Montelongo 63' | Relatório | Jean 33' · Gabriel Jesus 57' | Público: 3 000 Árbitro: CHI Julio Bascuñán |

| 25 de fevereiro | Rosário Central    | 1 – 1     | Nacional       | Estádio Gigante de Arroyito, Rosário       |
| 19:30 (UTC−3)   | Larrondo 90' (pen) | Relatório | Nico López 55' | Público: 40 000 Árbitro: COL Wilmar Roldán |

| 2 de março    | Nacional | 0 – 0     | River Plate | Estádio Gran Parque Central, Montevidéu      |
| 19:30 (UTC−3) |          | Relatório |             | Público: 20 000 Árbitro: PER Víctor Carrillo |

| 3 de março    | Palmeiras                     | 2 – 0     | Rosário Central | Allianz Parque, São Paulo                    |
| 21:45 (UTC−3) | Cristaldo 24' · Allione 90+3' | Relatório |                 | Público: 36 100 Árbitro: PAR Enrique Cáceres |

| 9 de março    | Rosário Central                   | 4 – 1     | River Plate | Estádio Gigante de Arroyito, Rosário        |
| 19:30 (UTC−3) | Ruben 18', 60', 70' · Herrera 56' | Relatório | Santos 63'  | Público: 45 000 Árbitro: PAR Ulises Mereles |

| 9 de março    | Palmeiras           | 1 – 2     | Nacional                    | Allianz Parque, São Paulo                  |
| 21:45 (UTC−3) | Gabriel Jesus 45+3' | Relatório | Nico López 38' · Barcia 40' | Público: 37 073 Árbitro: CHI Enrique Osses |

| 17 de março   | River Plate | 1 – 3     | Rosário Central                         | Estádio Centenario, Montevidéu          |
| 19:30 (UTC−3) | Santos 11'  | Relatório | Donatti 13' · Aguirre 50' · Cervi 90+1' | Público: 3 500 Árbitro: VEN José Argote |

| 17 de março   | Nacional       | 1 – 0     | Palmeiras | Estádio Gran Parque Central, Montevidéu  |
| 21:45 (UTC−3) | Nico López 50' | Relatório |           | Público: 25 000 Árbitro: ECU Carlos Vera |

| 6 de abril    | Rosário Central                           | 3 – 3     | Palmeiras                           | Estádio Gigante de Arroyito, Rosário        |
| 21:45 (UTC−3) | Donatti 32' · Cervi 50' · Ruben 66' (pen) | Relatório | Gabriel Jesus 5', 44' · Barrios 76' | Público: 29 000 Árbitro: ECU Roddy Zambrano |

| 7 de abril    | River Plate           | 2 – 2     | Nacional                   | Estádio Centenario, Montevidéu               |
| 19:30 (UTC−3) | Taján 5' · Santos 80' | Relatório | Victorino 7' · Ramírez 71' | Público: 10 000 Árbitro: PAR Enrique Cáceres |

| 14 de abril   | Nacional | 0 – 2     | Rosário Central           | Estádio Gran Parque Central, Montevidéu     |
| 21:45 (UTC−3) |          | Relatório | Donatti 43' · Herrera 69' | Público: 20 000 Árbitro: MEX Roberto García |

| 14 de abril   | Palmeiras                                              | 4 – 0     | River Plate | Allianz Parque, São Paulo                    |
| 21:45 (UTC−3) | Egídio 18' · Allione 45+3', 72' · Alecsandro 80' (pen) | Relatório |             | Público: 30 416 Árbitro: BOL Óscar Maldonado |

### Grupo 3
| Equipe         | Pts | J | V | E | D | GP | GC | SG  |
| -------------- | --- | - | - | - | - | -- | -- | --- |
| Boca Juniors   | 12  | 6 | 3 | 3 | 0 | 11 | 4  | +7  |
| Racing         | 9   | 6 | 2 | 3 | 1 | 11 | 7  | +4  |
| Bolívar        | 6   | 6 | 1 | 3 | 2 | 10 | 10 | 0   |
| Deportivo Cali | 3   | 6 | 0 | 3 | 3 | 7  | 18 | –11 |

| 24 de fevereiro | Racing                                             | 4 – 1     | Bolívar  | Estádio El Cilindro, Avellaneda             |
| 19:30 (UTC−3)   | López 10' · Martínez 27' · De Paul 32' · Acuña 82' | Relatório | Arce 88' | Público: 20 000 Árbitro: PAR Ulises Mereles |

| 24 de fevereiro | Deportivo Cali | 0 – 0     | Boca Juniors | Estádio Deportivo Cali, Palmira              |
| 19:45 (UTC−5)   |                | Relatório |              | Público: 35 000 Árbitro: BRA Péricles Cortez |

| 3 de março    | Boca Juniors | 0 – 0     | Racing | Estádio La Bombonera, Buenos Aires        |
| 19:30 (UTC−3) |              | Relatório |        | Público: 0 (PF) Árbitro: BRA Sandro Ricci |

| 3 de março    | Bolívar                                         | 5 – 0     | Deportivo Cali | Estádio Hernando Siles, La Paz           |
| 20:45 (UTC−4) | Arce 3', 18', 77' · Capdevila 39' · Cardozo 72' | Relatório |                | Público: 20 000 Árbitro: ECU Carlos Orbe |

| 10 de março   | Bolívar      | 1 – 1     | Boca Juniors  | Estádio Hernando Siles, La Paz            |
| 20:45 (UTC−4) | Saavedra 27' | Relatório | Carrizo 90+4' | Público: 36 000 Árbitro: URU Andrés Cunha |

| 17 de março   | Deportivo Cali        | 2 – 2     | Racing                | Estádio Deportivo Cali, Palmira         |
| 19:45 (UTC−5) | Roa 9' · Sambueza 33' | Relatório | Grimi 60' · López 71' | Público: 20 000 Árbitro: PER Diego Haro |

| 7 de abril    | Boca Juniors                       | 3 – 1     | Bolívar            | Estádio La Bombonera, Buenos Aires           |
| 19:30 (UTC−3) | Gago 32' · Tévez 42' · Carrizo 48' | Relatório | Callejón 71' (pen) | Público: 39 000 Árbitro: PER Víctor Carrillo |

| 7 de abril    | Racing                                           | 4 – 2     | Deportivo Cali      | Estádio El Cilindro, Avellaneda          |
| 21:45 (UTC−3) | Grimi 6' · López 26' · Romero 37' · Martínez 80' | Relatório | Roa 48' · Pérez 90' | Público: 31 000 Árbitro: BRA Héber Lopes |

| 13 de abril   | Racing | 0 – 1     | Boca Juniors | Estádio El Cilindro, Avellaneda          |
| 19:30 (UTC−3) |        | Relatório | Lodeiro 83'  | Público: 34 000 Árbitro: ECU Carlos Vera |

| 14 de abril   | Deportivo Cali | 1 – 1     | Bolívar       | Estádio Deportivo Cali, Palmira            |
| 19:45 (UTC−5) | Lozano 3'      | Relatório | Cellerino 66' | Público: 2 000 Árbitro: PAR Julio Quintana |

| 20 de abril   | Bolívar       | 1 – 1     | Racing       | Estádio Hernando Siles, La Paz                 |
| 18:30 (UTC−4) | Cellerino 68' | Relatório | Martínez 73' | Público: 17 000 Árbitro: MEX Fernando Guerrero |

| 20 de abril   | Boca Juniors                                                      | 6 – 2     | Deportivo Cali    | Estádio La Bombonera, Buenos Aires              |
| 19:30 (UTC−3) | Fabra 16' · Tévez 38', 71' · Chávez 47' · Jara 78' · Palacios 86' | Relatório | Casierra 35', 37' | Público: 45 000 Árbitro: URU Christian Ferreyra |

### Grupo 4
| Equipe            | Pts | J | V | E | D | GP | GC | SG  |
| ----------------- | --- | - | - | - | - | -- | -- | --- |
| Atlético Nacional | 16  | 6 | 5 | 1 | 0 | 12 | 0  | +12 |
| Huracán           | 8   | 6 | 2 | 2 | 2 | 7  | 7  | 0   |
| Peñarol           | 5   | 6 | 1 | 2 | 3 | 5  | 11 | –8  |
| Sporting Cristal  | 4   | 6 | 1 | 1 | 4 | 9  | 15 | –6  |

| 18 de fevereiro | Sporting Cristal | 1 – 1     | Peñarol    | Estádio Nacional, Lima                      |
| 19:45 (UTC−5)   | Rodríguez 74'    | Relatório | Aguiar 39' | Público: 27 500 Árbitro: BRA Wilton Sampaio |

| 23 de fevereiro | Huracán | 0 – 2     | Atlético Nacional       | Estádio Tomás Adolfo Ducó, Buenos Aires    |
| 21:45 (UTC−3)   |         | Relatório | Moreno 44' · Berrío 81' | Público: 12 000 Árbitro: CHI Roberto Tobar |

| 1 de março    | Atlético Nacional                     | 3 – 0     | Sporting Cristal | Estádio Atanasio Girardot, Medellín          |
| 19:45 (UTC−5) | Sánchez 11' · Copete 32' · Moreno 73' | Relatório |                  | Público: 44 109 Árbitro: BOL Óscar Maldonado |

| 1 de março    | Peñarol | 0 – 1     | Huracán           | Estádio Centenario, Montevidéu           |
| 21:45 (UTC−3) |         | Relatório | Romero Gamarra 7' | Público: 40 000 Árbitro: MEX César Ramos |

| 8 de março    | Atlético Nacional          | 2 – 0     | Peñarol | Estádio Atanasio Girardot, Medellín      |
| 19:45 (UTC−5) | Bocanegra 54' · Moreno 60' | Relatório |         | Público: 43 698 Árbitro: BRA Héber Lopes |

| 8 de março    | Sporting Cristal                 | 3 – 2     | Huracán        | Estádio Nacional, Lima                           |
| 19:45 (UTC−5) | Costa 25' · Silva 35', 55' (pen) | Relatório | Ábila 56', 76' | Público: 12 000 Árbitro: PAR Mario Díaz de Vivar |

| 15 de março   | Peñarol | 0 – 4     | Atlético Nacional                                 | Estádio Centenario, Montevidéu              |
| 21:45 (UTC−3) |         | Relatório | Copete 8' · Bocanegra 45' · Berrío 81' · Ruiz 84' | Público: 20 000 Árbitro: CHI Julio Bascuñán |

| 5 de abril    | Huracán                                            | 4 – 2     | Sporting Cristal           | Estádio Tomás Adolfo Ducó, Buenos Aires    |
| 19:30 (UTC−3) | Ábila 23', 30' · Romero Gamarra 67' · Miralles 83' | Relatório | Silva 15' · Calcaterra 42' | Público: 27 000 Árbitro: BRA Raphael Claus |

| 12 de abril   | Huracán | 0 – 0     | Peñarol | Estádio Tomás Adolfo Ducó, Buenos Aires |
| 19:30 (UTC−3) |         | Relatório |         | Público: 25 000 Árbitro: ECU Omar Ponce |

| 12 de abril   | Sporting Cristal | 0 – 1     | Atlético Nacional | Estádio Nacional, Lima                |
| 19:45 (UTC−5) |                  | Relatório | Ibarbo 11' (pen)  | Público: 7 000 Árbitro: VEN Juan Soto |

| 19 de abril   | Atlético Nacional | 0 – 0     | Huracán | Estádio Atanasio Girardot, Medellín        |
| 17:30 (UTC−5) |                   | Relatório |         | Público: 35 018 Árbitro: CHI Enrique Osses |

| 19 de abril   | Peñarol                                       | 4 – 3     | Sporting Cristal               | Estádio Campeón del Siglo, Montevidéu        |
| 19:30 (UTC−3) | Aguiar 29' · Novick 72', 80' · Albarracín 85' | Relatório | Rodríguez 18', 23' · Ávila 36' | Público: 5 000 Árbitro: BRA Luiz de Oliveira |

### Grupo 5
| Equipe                  | Pts | J | V | E | D | GP | GC | SG  |
| ----------------------- | --- | - | - | - | - | -- | -- | --- |
| Atlético Mineiro        | 13  | 6 | 4 | 1 | 1 | 12 | 4  | +8  |
| Independiente del Valle | 11  | 6 | 3 | 2 | 1 | 7  | 4  | +3  |
| Colo-Colo               | 9   | 6 | 2 | 3 | 1 | 4  | 5  | –1  |
| Melgar                  | 0   | 6 | 0 | 0 | 6 | 2  | 12 | –10 |

| 17 de fevereiro | Melgar        | 1 – 2     | Atlético Mineiro                | Estádio Monumental da UNSA, Arequipa          |
| 18:45 (UTC−5)   | Fernández 14' | Relatório | Rafael Carioca 20' · Patric 38' | Público: 30 000 Árbitro: COL Wilson Lamouroux |

| 18 de fevereiro | Independiente del Valle | 1 – 1     | Colo-Colo   | Estádio Rumiñahui, Sangolquí            |
| 19:45 (UTC−5)   | Orejuela 66'            | Relatório | Paredes 62' | Público: 7 000 Árbitro: VEN José Argote |

| 24 de fevereiro | Colo-Colo   | 1 – 0     | Melgar | Estádio Monumental, Santiago                |
| 19:30 (UTC−3)   | Paredes 64' | Relatório |        | Público: 30 000 Árbitro: PAR Julio Quintana |

| 24 de fevereiro | Atlético Mineiro | 1 – 0     | Independiente del Valle | Estádio Independência, Belo Horizonte           |
| 21:45 (UTC−3)   | Pratto 3'        | Relatório |                         | Público: 20 851 Árbitro: ARG Fernando Rapallini |

| 1 de março    | Melgar | 0 – 1     | Independiente del Valle | Estádio Monumental da UNSA, Arequipa     |
| 15:15 (UTC−5) |        | Relatório | Sornoza 36'             | Público: 15 000 Árbitro: URU Oscar Rojas |

| 10 de março   | Colo-Colo | 0 – 0     | Atlético Mineiro | Estádio Monumental, Santiago             |
| 21:45 (UTC−3) |           | Relatório |                  | Público: 30 000 Árbitro: BOL Gery Vargas |

| 15 de março   | Independiente del Valle     | 2 – 0     | Melgar | Estádio Rumiñahui, Sangolquí            |
| 17:30 (UTC−5) | Sornoza 2' · Jo. Angulo 47' | Relatório |        | Público: 4 000 Árbitro: BOL Raúl Orosco |

| 16 de março   | Atlético Mineiro                    | 3 – 0     | Colo-Colo | Estádio Independência, Belo Horizonte  |
| 21:45 (UTC−3) | Cazares 1' · Patric 45' · Hyuri 72' | Relatório |           | Público: 21 201 Árbitro: VEN Juan Soto |

| 6 de abril    | Independiente del Valle             | 3 – 2     | Atlético Mineiro                  | Estádio Rumiñahui, Sangolquí              |
| 19:45 (UTC−5) | Cabezas 5' · Sornoza 20', 39' (pen) | Relatório | Júnior Urso 9' · Pratto 48' (pen) | Público: 5 000 Árbitro: ARG Darío Herrera |

| 7 de abril    | Melgar     | 1 – 2     | Colo-Colo        | Estádio Monumental da UNSA, Arequipa     |
| 19:45 (UTC−5) | Cuesta 48' | Relatório | Paredes 68', 72' | Público: 8 000 Árbitro: COL Luis Sánchez |

| 14 de abril   | Atlético Mineiro                                      | 4 – 0     | Melgar | Estádio Mineirão, Belo Horizonte              |
| 19:30 (UTC−3) | Tiago 1' · Robinho 7' · Pratto 16' (pen) · Carlos 68' | Relatório |        | Público: 36 081 Árbitro: VEN Jesús Valenzuela |

| 14 de abril   | Colo-Colo | 0 – 0     | Independiente del Valle | Estádio Monumental, Santiago                  |
| 19:30 (UTC−3) |           | Relatório |                         | Público: 36 000 Árbitro: ARG Patricio Loustau |

### Grupo 6
| Equipe      | Pts | J | V | E | D | GP | GC | SG |
| ----------- | --- | - | - | - | - | -- | -- | -- |
| Toluca      | 13  | 6 | 4 | 1 | 1 | 9  | 5  | +4 |
| Grêmio      | 11  | 6 | 3 | 2 | 1 | 10 | 6  | +4 |
| San Lorenzo | 4   | 6 | 0 | 4 | 2 | 5  | 8  | –3 |
| LDU Quito   | 4   | 6 | 1 | 1 | 4 | 7  | 12 | –5 |

| 17 de fevereiro | Toluca                  | 2 – 0     | Grêmio | Estádio Nemesio Díez, Toluca             |
| 20:00 (UTC−6)   | Triverio 46', 76' (pen) | Relatório |        | Público: 12 000 Árbitro: BOL Gery Vargas |

| 23 de fevereiro | LDU Quito          | 2 – 0     | San Lorenzo | Estádio Casa Blanca, Quito                    |
| 17:30 (UTC−5)   | Morales 49', 90+1' | Relatório |             | Público: 25 000 Árbitro: URU Jonhatan Fuentes |

| 2 de março    | San Lorenzo        | 1 – 1     | Toluca       | Estádio Nuevo Gasómetro, Buenos Aires      |
| 19:30 (UTC−3) | Ortigoza 11' (pen) | Relatório | Esquivel 12' | Público: 22 000 Árbitro: CHI Enrique Osses |

| 2 de março    | Grêmio                                                        | 4 – 0     | LDU Quito | Arena do Grêmio, Porto Alegre                 |
| 21:45 (UTC−3) | Maicon 11' · Bolaños 36' · Henrique Almeida 82' · Everton 88' | Relatório |           | Público: 35 062 Árbitro: VEN Jesús Valenzuela |

| 9 de março    | Grêmio   | 1 – 1     | San Lorenzo     | Arena do Grêmio, Porto Alegre                 |
| 21:45 (UTC−3) | Fred 25' | Relatório | Cauteruccio 32' | Público: 39 176 Árbitro: URU Daniel Fedorczuk |

| 10 de março   | LDU Quito   | 1 – 2     | Toluca                    | Estádio Casa Blanca, Quito                   |
| 19:45 (UTC−5) | Hidalgo 47' | Relatório | Rodríguez 41' · Uribe 84' | Público: 30 000 Árbitro: COL Wilson Lamoroux |

| 15 de março   | San Lorenzo       | 1 – 1     | Grêmio      | Estádio Nuevo Gasómetro, Buenos Aires     |
| 21:45 (UTC−3) | Ortigoza 3' (pen) | Relatório | Lincoln 89' | Público: 27 000 Árbitro: URU Andrés Cunha |

| 5 de abril    | Toluca                  | 2 – 1     | LDU Quito | Estádio Nemesio Díez, Toluca             |
| 19:45 (UTC−5) | Vega 18' · Triverio 62' | Relatório | Puch 17'  | Público: 10 000 Árbitro: VEN José Argote |

| 12 de abril   | Toluca         | 2 – 1     | San Lorenzo | Estádio Nemesio Díez, Toluca               |
| 19:45 (UTC−5) | Uribe 81', 87' | Relatório | Blandi 43'  | Público: 15 000 Árbitro: COL Wilmar Roldán |

| 13 de abril   | LDU Quito                    | 2 – 3     | Grêmio                              | Estádio Casa Blanca, Quito                |
| 19:45 (UTC−5) | Quinteros 46' · Cevallos 76' | Relatório | Douglas 12' · Bobô 25' · Walace 51' | Público: 8 000 Árbitro: CHI Roberto Tobar |

| 19 de abril   | San Lorenzo | 1 – 1     | LDU Quito    | Estádio Nuevo Gasómetro, Buenos Aires       |
| 21:45 (UTC−3) | Ávila 80'   | Relatório | Cevallos 46' | Público: 17 000 Árbitro: PAR Ulises Mereles |

| 19 de abril   | Grêmio     | 1 – 0     | Toluca | Arena do Grêmio, Porto Alegre                |
| 21:45 (UTC−3) | Ramiro 15' | Relatório |        | Público: 31 782 Árbitro: COL Gustavo Murillo |

### Grupo 7
| Equipe            | Pts | J | V | E | D | GP | GC | SG |
| ----------------- | --- | - | - | - | - | -- | -- | -- |
| Pumas             | 15  | 6 | 5 | 0 | 1 | 17 | 8  | +9 |
| Deportivo Táchira | 9   | 6 | 3 | 0 | 3 | 6  | 11 | –5 |
| Olimpia           | 7   | 6 | 2 | 1 | 3 | 12 | 12 | 0  |
| Emelec            | 4   | 6 | 1 | 1 | 4 | 10 | 14 | –4 |

| 16 de fevereiro  | Deportivo Táchira              | 2 – 1     | Olimpia   | Estádio Polideportivo de Pueblo Nuevo, San Cristóbal |
| 21:30 (UTC−4:30) | Mosquera 41' · Pérez Greco 61' | Relatório | Núñez 78' | Público: 18 000 Árbitro: BRA Héber Lopes             |

| 18 de fevereiro | Pumas                                              | 4 – 2     | Emelec        | Estádio Olímpico Universitário, Cidade do México |
| 21:00 (UTC−6)   | Sosa 1' · Verón 22' · Alcoba 69' · Mina 72' (g.c.) | Relatório | Mena 17', 66' | Público: 20 000 Árbitro: PER Diego Haro          |

| 25 de fevereiro | Emelec                                | 2 – 0     | Deportivo Táchira | Estádio Reales Tamarindos, Portoviejo   |
| 19:45 (UTC−5)   | Herrera 80' (pen) · Stracqualursi 83' | Relatório |                   | Público: 7 000 Árbitro: BOL Raúl Orosco |

| 1 de março    | Olimpia | 0 – 2     | Pumas                   | Estádio Defensores del Chaco, Assunção      |
| 19:30 (UTC−3) |         | Relatório | Quiñones 51' · Sosa 69' | Público: 12 000 Árbitro: ARG Germán Delfino |

| 8 de março    | Emelec          | 2 – 2     | Olimpia                       | Estádio Jocay, Manta                        |
| 17:30 (UTC−5) | Giménez 3', 89' | Relatório | Paniagua 11' · B. Riveros 20' | Público: 10 000 Árbitro: BRA Wilton Sampaio |

| 9 de março       | Deportivo Táchira        | 2 – 0     | Pumas | Estádio Polideportivo de Pueblo Nuevo, San Cristóbal |
| 20:15 (UTC−4:30) | Herrera 7' · Cermeño 43' | Relatório |       | Público: 18 000 Árbitro: ARG Jorge Baliño            |

| 17 de março   | Olimpia                                                          | 4 – 2     | Emelec                       | Estádio Defensores del Chaco, Assunção     |
| 19:30 (UTC−3) | C. Riveros 30' · Silva 54' (pen) · Bareiro 72' · Caballero 90+1' | Relatório | Guanca 19' · P. Quiñónez 70' | Público: 15 000 Árbitro: ARG Darío Herrera |

| 17 de março   | Pumas                                 | 4 – 1     | Deportivo Táchira | Estádio Olímpico Universitário, Cidade do México |
| 21:00 (UTC−6) | Alcoba 30' · Ruiz 52' · Sosa 60', 85' | Relatório | Pérez Greco 81'   | Público: 10 000 Árbitro: BRA Ricardo Marques     |

| 5 de abril       | Deportivo Táchira | 1 – 0     | Emelec | Estádio Polideportivo de Pueblo Nuevo, San Cristóbal |
| 18:00 (UTC−4:30) | Ángel 20'         | Relatório |        | Público: 7 000 Árbitro: URU Christian Ferreyra       |

| 6 de abril    | Pumas                                            | 4 – 1     | Olimpia        | Estádio Olímpico Universitário, Cidade do México |
| 22:00 (UTC−5) | Alcoba 46' · Britos 49' · Herrera 54' · Sosa 68' | Relatório | C. Riveros 20' | Público: 13 000 Árbitro: CHI Julio Bascuñán      |

| 13 de abril   | Emelec                           | 2 – 3     | Pumas                            | Estádio Jocay, Manta                           |
| 17:30 (UTC−5) | Matamoros 45' · Guanca 71' (pen) | Relatório | Martínez 12', 60' · Quiñones 34' | Público: 2 000 Árbitro: ARG Fernando Rapallini |

| 13 de abril   | Olimpia                                            | 4 – 0     | Deportivo Táchira | Estádio Manuel Ferreira, Assunção          |
| 18:30 (UTC−4) | Vargas 17' · Torres 39' · Bareiro 60' · Mencia 62' | Relatório |                   | Público: 8 000 Árbitro: BRA Leandro Vuaden |

### Grupo 8
| Equipe        | Pts | J | V | E | D | GP | GC | SG  |
| ------------- | --- | - | - | - | - | -- | -- | --- |
| Corinthians   | 13  | 6 | 4 | 1 | 1 | 13 | 4  | +9  |
| Cerro Porteño | 10  | 6 | 3 | 1 | 2 | 6  | 7  | –1  |
| Santa Fe      | 8   | 6 | 2 | 2 | 2 | 6  | 4  | +2  |
| Cobresal      | 3   | 6 | 1 | 0 | 5 | 4  | 14 | –10 |

| 16 de fevereiro | Santa Fe | 0 – 0     | Cerro Porteño | Estádio El Campín, Bogotá                   |
| 21:00 (UTC−5)   |          | Relatório |               | Público: 15 000 Árbitro: MEX Roberto García |

| 17 de fevereiro | Cobresal | 0 – 1     | Corinthians         | Estádio El Cobre, El Salvador            |
| 20:45 (UTC−3)   |          | Relatório | Escalona 90' (g.c.) | Público: 4 000 Árbitro: URU Andrés Cunha |

| 25 de fevereiro | Cerro Porteño          | 2 – 1     | Cobresal      | Estádio Defensores del Chaco, Assunção     |
| 19:30 (UTC−3)   | Santana 49' · Leal 51' | Relatório | Maldonado 61' | Público: 20 000 Árbitro: ARG Néstor Pitana |

| 2 de março    | Corinthians   | 1 – 0     | Santa Fe | Arena Corinthians, São Paulo                |
| 21:45 (UTC−3) | Guilherme 64' | Relatório |          | Público: 38 818 Árbitro: ARG Mauro Vigliano |

| 9 de março    | Cobresal    | 1 – 2     | Santa Fe                       | Estádio El Cobre, El Salvador              |
| 17:15 (UTC−3) | Poblete 89' | Relatório | Jerez 16' (g.c.) · Salazar 33' | Público: 1 699 Árbitro: ECU Roddy Zambrano |

| 9 de março    | Cerro Porteño               | 3 – 2     | Corinthians                            | Estádio Defensores del Chaco, Assunção  |
| 19:30 (UTC−3) | Beltrán 48', 81' · Díaz 75' | Relatório | André 12' · Giovanni Augusto 87' (pen) | Público: 20 000 Árbitro: PER Diego Haro |

| 15 de março   | Santa Fe                    | 3 – 0     | Cobresal | Estádio El Campín, Bogotá                    |
| 17:30 (UTC−5) | Gómez 7', 39' · Tesillo 73' | Relatório |          | Público: 12 187 Árbitro: BOL Óscar Maldonado |

| 16 de março   | Corinthians                   | 2 – 0     | Cerro Porteño | Arena Corinthians, São Paulo                  |
| 21:45 (UTC−3) | Lucca 22' · Mareco 62' (g.c.) | Relatório |               | Público: 42 403 Árbitro: ARG Patricio Loustau |

| 6 de abril    | Santa Fe    | 1 – 1     | Corinthians | Estádio El Campín, Bogotá                  |
| 19:45 (UTC−5) | Otero 45+2' | Relatório | Elias 57'   | Público: 22 000 Árbitro: ARG Néstor Pitana |

| 13 de abril   | Cobresal                    | 2 – 0     | Cerro Porteño | Estádio El Cobre, El Salvador         |
| 17:15 (UTC−3) | Maldonado 85' · Jerez 90+4' | Relatório |               | Público: 500 Árbitro: BOL Raúl Orosco |

| 20 de abril   | Cerro Porteño | 1 – 0     | Santa Fe | Estádio Defensores del Chaco, Assunção   |
| 20:45 (UTC−4) | Alonso 33'    | Relatório |          | Público: 10 000 Árbitro: BRA Héber Lopes |

| 20 de abril   | Corinthians                                                         | 6 – 0     | Cobresal | Arena Corinthians, São Paulo             |
| 21:45 (UTC−3) | Marlone 8', 38' · Romero 12', 76' · Guilherme Arana 44' · Elias 74' | Relatório |          | Público: 41 710 Árbitro: ECU Carlos Orbe |